# Aleksandra Gaworska
Aleksandra Gaworska (7 novembre 1995) è un'ostacolista e velocista polacca.

## Palmarès
| Anno | Manifestazione  | Sede       | Evento        | Risultato | Prestazione | Note             |
| ---- | --------------- | ---------- | ------------- | --------- | ----------- | ---------------- |
| 2017 | Europei U23     | Bydgoszcz  | 400 m hs      | 4ª        | 56"94       |                  |
| 2017 | Europei U23     | Bydgoszcz  | 4×400 m       | Oro       | 3'29"66     |                  |
| 2017 | Mondiali        | Londra     | 4×400 m       | Bronzo    | 3'25"41     |                  |
| 2017 | Universiadi     | Taipei     | 400 m hs      | 4ª        | 57"25       |                  |
| 2017 | Universiadi     | Taipei     | 4×400 m       | Oro       | 3'26"75     |                  |
| 2018 | Mondiali indoor | Birmingham | 4×400 m       | Argento   | 3'26"09     | Record nazionale |
| 2021 | Europei indoor  | Toruń      | 4×400 m       | Bronzo    | 3'29"94     |                  |
| 2021 | World Relays    | Chorzów    | 4×400 m mista | Batteria  | 3'17"92     |                  |
| 2022 | Mondiali indoor | Belgrado   | 4×400 m       | Bronzo    | 3'28"59     | [ 1 ]            |